# بلکونز هایتس (تگزاس)
بلکونز هایتس، تگزاس(به انگلیسی: Balcones Heights, Texas) شهری در ایالت تگزاس از ایالات جنوبی ایالات متحده آمریکا است. در سرشماری سال ۲۰۰۰، جمعیت این شهر ۳۰۱۶ نفر اعلام شد.